# Угриничі
Угри́ничі — село в Україні, у Любешівській селищній громаді Камінь-Каширського району Волинської області.
Населення становить 623 особи. До 2017 орган місцевого самоврядування — Седлищенська сільська рада.

## Населення
Згідно з переписом УРСР 1989 року чисельність наявного населення села становила 626 осіб, з яких 283 чоловіки та 343 жінки.
За переписом населення України 2001 року в селі мешкало 616 осіб.

### Мова
Розподіл населення за рідною мовою за даними перепису 2001 року:
| Мова       | Відсоток |
| ---------- | -------- |
| українська | 99,68 %  |
| російська  | 0,32 %   |